# Sala Apolo
La Sala Apolo és un dels locals de lleure més emblemàtics de la ciutat de Barcelona. Nascuda el 1943 com a sala de ball, ha sigut junt amb La Paloma com a lloc de referència per anar a ballar. En els seus orígens, va ser un parc d'atraccions i des d'aleshores hi ha allotjat un bingo, una sala de patinatge i la discoteca que ha arribat fins avui en dia. Actualment, el seu funcionament és, de manera simultània, com a sala de concerts i club de ball nocturn amb una capacitat per encabir, entre les tres sales, 2.900 persones.
En col·laboració amb les diverses productores, es programen nits de diferents temàtiques al llarg de la setmana.
Quan acaben els concerts, i després de l'endreçament de la sala, aquesta es transforma en discoteca. Habitualment, les nits dels dijous estan dedicades a la música negra amb estils com funk, soul i hip-hop al Powder Room. Els divendres i dissabtes els protagonistes de la nit és el Nitsa Club. Tot i això, la programació va variant amb temàtiques diferents depenent de la varietat musical i de públic del moment. Amb la incorporació de la sala (2) del Apolo, el Nitsa club, es dedica part de la seva programació al pop i el rock independent. La nova sala (3) ha afegit un nou espai de difusió musical a l'Apolo.

## 75è aniversari
El 2018 la Sala Apolo va fer 75 anys des de la seva inauguració. Per celebrar l'efemèride, es va fer el mockumentary La juventud baila (2018), del director Marc Crehuet i es va publicar el llibre 75 años sin parar de bailar d'Eva Espinet. També es va crear una nova sala, la 3, un nou espai artístic i musical que compta amb sala de fumadors i una nova barra. Es va remodelar la sala principal (1) i la sala 2, ampliant l'aforament total fins a 2.900 persones, afegint un sistema de so que arriba a tots els espais. Dins la sala principal, es van fer millores d'accessibilitat. Es va reestructurar l'espai intern i es van fer millores de llum i so. Es va ampliar el servei de guarda-roba i es van reubicar els camerinos, facilitant l'accés del públic a l'escenari i el trànsit intern.
Quant a la sala (2), el seu espai va passar de 350m² a 550m², amb una capacitat per a 800 persones. També s'hi van posar nous lavabos i camerinos i una barra central. Al sostre es va instal·lar un reticle lumínic per donar un nou disseny a la sala. També s'hi van introduir millores de so i llum.
La sala (3), la més nova, va néixer amb un aforament de 95 persones, i va néixer com a espai polivalent destinat a la creació i la innovació artística.
Per al 75è aniversari, es va decidir que la sala (2) es convertís en Astin en horari de club, en homenatge al bar que va obrir l'any 2000. També es va crear l'Escola de Rock, un nou cicle de matinals familiars on les famílies puguin gaudir del pop i del rock de les últimes dècades.